# Pecata minuta
Pecata minuta es una película cómica española de 1998 dirigida y escrita por Ramón Barea, adaptación de su obra teatral homónima.

## Argumento
La película muestra las aventuras de un convento de monjas algo díscolas, con un capellán al que la misa cada vez le va menos y con apuros económicos. Por ello deciden salir al mundo exterior y conocer el mundo tal cual está tras veinte años de clausura.

## Crítica
Carlos Aguilar, en su Guía del cine español, dice que «el resultado apenas supera una cualidad de desangelado y pobre humor irreverente, lamentable en todos los aspectos». Para M. Torreriro de El País la película es «amable, convincente».